# پیاکویانی
پیاکویانی (به اسپانیایی: Piyacuyani) یک کوه در پرو است که در Peru, Puno Region واقع شده‌است. پیاکویانی ۵٬۱۰۰ متر بالاتر از سطح دریا واقع شده‌است.